# Fuerte Rasuwa
Fuerte Rasuwa (en nepalí: रसुवागढी) es una fortaleza histórica en ruinas situada en el distrito de Rasuwa en Nepal, aproximadamente en la frontera con el Tíbet de China. Está ubicada a lo largo del río Trishuli, a 3 kilómetros (1,9 millas) al norte de la ciudad nepalí de Timure en el Parque Nacional de Langtang, pero a 25 kilómetros al sur de la localidad china más cercana, la ciudad de Gyirong.
Un permiso de "trekking" obtenido en Katmandú permite a los turistas visitar la frontera, pero no cruzar el puente hacia Tíbet.

## Historia
El Fuerte Rasuwa, también conocido como Rasuwa Gadi, es una fortaleza histórica ubicada en el distrito de Rasuwa, en el norte de Nepal, cerca de la frontera con China. Aunque no es tan conocido internacionalmente como otras fortalezas, el Fuerte Rasuwa tiene una significativa importancia en la historia de Nepal, especialmente en lo que respecta a su defensa, la influencia de las dinastías locales, y su rol en las relaciones con las potencias vecinas, como el Tíbet (controlado por China en la época moderna) e India. La fortaleza se encuentra en una zona estratégica, y su historia está llena de leyendas, conflictos y esfuerzos por mantener la soberanía del reino de Nepal.
El Fuerte Rasuwa fue construido durante la dinastía Malla, alrededor del siglo XVII, aunque algunas fuentes sugieren que su origen podría remontarse a períodos anteriores. La fortaleza fue erigida para proteger la región de los invasores y controlar el paso entre Nepal y el Tíbet. Su ubicación en la cima de una colina le permitió tener una vista panorámica de los alrededores y controlar el acceso a través de las rutas comerciales que conectaban Nepal con el Tíbet. Estas rutas eran vitales no solo para el comercio, sino también para el intercambio cultural y religioso, ya que la zona estaba profundamente influenciada por el budismo tibetano.
Durante los siglos XVII y XVIII, el Fuerte Rasuwa desempeñó un papel crucial en las luchas políticas internas de Nepal. Fue un centro de poder para varias facciones locales, que luchaban por el control de la región. A lo largo de las décadas, la fortaleza se convirtió en un símbolo de resistencia contra las incursiones extranjeras, especialmente las provenientes del Tíbet y de las facciones del reino de Gorkha, que estaba expandiéndose durante la unificación de Nepal bajo el liderazgo del rey Prithvi Narayan Shah.
La importancia estratégica del Fuerte Rasuwa creció a medida que el Reino de Gorkha, bajo Prithvi Narayan Shah, avanzaba en su esfuerzo por unificar los diversos pequeños reinos y principados en lo que hoy es Nepal. En el siglo XVIII, el Fuerte Rasuwa se convirtió en un punto clave en la defensa contra las incursiones tibetanas y fue un lugar de confrontación entre los gorkhas y los invasores tibetanos.
En la década de 1790, el fuerte jugó un papel importante en las guerras entre Nepal y el Tíbet. En este contexto, el Fuerte Rasuwa no solo actuó como un bastión de defensa, sino también como un punto estratégico en la disputa sobre las fronteras y el control de las rutas comerciales que conducían al Tíbet. Tras la victoria de Nepal sobre las fuerzas tibetanas en la guerra de 1792, la fortaleza fue utilizada como base para controlar y regular el comercio entre el Tíbet y Nepal, un comercio que era fundamental tanto económica como culturalmente.
A lo largo del siglo XIX, durante el gobierno de los Shah y más tarde con la familia Rana, el Fuerte Rasuwa fue testigo de diversos cambios. A pesar de su importancia estratégica, la fortaleza fue desatendida durante períodos de paz relativa. En el siglo XX, especialmente después de la independencia de la India en 1947 y la llegada del gobierno democrático a Nepal en 1951, la fortaleza pasó a un segundo plano debido al crecimiento de nuevas rutas de transporte y al deterioro de su infraestructura.
Sin embargo, en la década de 1990, durante la guerra civil nepalí (la guerra maoísta), la región de Rasuwa fue nuevamente escenario de tensiones, aunque el Fuerte en sí mismo no jugó un papel activo en el conflicto. La guerra civil afectó a muchas áreas rurales de Nepal, incluidas las zonas cercanas al Fuerte Rasuwa, que seguían siendo estratégicamente importantes.
Hoy en día, el Fuerte Rasuwa es un sitio histórico que atrae a turistas y estudiosos interesados en la historia militar y cultural de Nepal. Aunque la fortaleza ha sido en gran parte desmantelada por el paso del tiempo y la falta de mantenimiento, aún se pueden ver ruinas de las murallas, torres y estructuras defensivas que una vez protegieron la región. El Fuerte sigue siendo un recordatorio de la rica historia de Nepal, su lucha por la soberanía y su interacción con potencias vecinas a lo largo de los siglos.
Además de su importancia histórica, el Fuerte Rasuwa se encuentra en una región que es rica en biodiversidad y belleza natural, siendo un destino turístico popular para los excursionistas y aquellos que buscan explorar las montañas de Nepal. La zona también es conocida por su cercanía al Parque Nacional Langtang, uno de los parques nacionales más importantes del país, lo que agrega un valor adicional al patrimonio cultural de la región.
El Fuerte Rasuwa es una fortaleza histórica que ha jugado un papel importante en la defensa y la consolidación de Nepal como un reino soberano a lo largo de los siglos. Desde su construcción en la época de los Malla, hasta su implicación en las luchas durante la unificación de Nepal y su relevancia en la defensa contra las incursiones tibetanas, el fuerte ha sido un símbolo de resistencia y de la determinación de los nepalíes. Aunque hoy en día se encuentra en ruinas, sigue siendo un testamento de la rica historia de Nepal y un importante sitio cultural en el país.